# ليك فرونت أرينا
ليك فرونت أرينا (بالإنجليزية: Lakefront Arena)‏ هي ساحة متعددة الأغراض تسع 8،933 مقعدًا وتقع في نيو أورلينز، لويزيانا، الولايات المتحدة. تعد الساحة موطنًا لفرق كرة السلة للرجال والسيدات في جامعة نيو أورليانز.